# Manuel Cepeda Peraza
Manuel Cepeda Peraza ( Mérida, 19 de enero de 1828-Mérida, 3 de marzo de 1869) fue un militar mexicano, defensor de la república en época de Benito Juárez. Más tarde gobernador de Yucatán. Nacido en la Ciudad de Mérida, el año de 1828 y muerto en el mismo lugar en 1869. Liberó a la Ciudad de Mérida de las tropas  imperialistas el 15 de junio de 1867 y por tal motivo fue declarado Benemérito del Estado de Yucatán. 

Reza la placa de bronce al pie de su monumento en la ciudad de México:"Militar valiente y distinguido. Luchó por la causa liberal. Gobernó su estado con talento y patriotismo".

## Carrera militar
Apenas terminados sus estudios secundarios, abrazó la carrera de las armas y a los 16 años fue nombrado subteniente en la guardia nacional. Era el año de 1844. Dos años más tarde fue ascendido a teniente. En 1847 a capitán. Para 1851 era ya coronel y con base en la población de Tihosuco, fue nombrado comandante de los batallones de Valladolid en donde debió enfrentar a los sublevados mayas durante la denominada guerra de Castas. En ese entonces, el oriente de Yucatán, donde el coronel Cepeda Peraza se encontraba, era la región de mayor riesgo y actividad bélica en la península de Yucatán.
En 1853 se rebeló en contra del general Rómulo Díaz de la Vega, quien había sido impuesto gobernador de Yucatán por el dictador Antonio López de Santa Anna, lo que hizo que se pusiera precio a su cabeza. Al fracasar el objetivo de la sublevación, Cepeda Peraza huyó al extranjero refugiándose en Nueva Orleans e integrándose ahí al grupo de Benito Juárez.

## Su asociación con Benito Juárez
A lo largo de dos años vivió en el exilio donde se relacionó con Melchor Ocampo y Ponciano Arriaga, entre otros liberales republicanos que apoyaban a Benito Juárez. En 1855 regresó a México por la frontera norte y participó en la batalla de Saltillo, teniendo como subalterno al capitán Ignacio Zaragoza que habría de triunfar más tarde, en 1862, sobre el ejército francés en la batalla de Puebla, cuando las fuerzas napoleónicas ingresaron al país en apoyo al imperio de Maximiliano de Habsburgo.
En 1856, el presidente Ignacio Comonfort designó a Manuel Cepeda Peraza jefe del batallón de Yucatán lo cual permitió al militar regresar a su tierra natal. Un año después, le correspondió ir a Campeche, ya separado del estado de Yucatán, para sofocar una rebelión encabezada por Pablo García Montilla, quien después fue el primer gobernador campechano, pero al caer el gobierno local de Yucatán ante los imperialistas, Cepeda Peraza debió marcharse nuevamente hacia Veracruz para dar alcance a Benito Juárez, poniéndose a sus órdenes.
Luchó al lado del presidente Benito Juárez hasta el año de 1859, en que este lo nombró para encabezar uno de los batallones de Oaxaca. En esa entidad sostuvo importantes combates saliendo victorioso de ellos. Ganada la libertad de Oaxaca, Puebla y Veracruz, recibió instrucciones para regresar a Yucatán e intentar la liberación de su propio estado de las fuerzas imperialistas. En 1861 actuó como comandante de las tropas juaristas en Sisal. Poco después, ya como comandante general, sofocó en 1862 la rebelión de Acereto para después luchar contra las tropas imperialistas jefaturadas por Felipe Navarrete. Como resultado de esos combates, Cepeda Peraza debió refugiarse en San Francisco de Campeche en los momentos en que las fuerzas francesas tomaron el puerto. Él, junto con otros jefes republicanos, fue entonces deportado a La Habana. 
Poco tiempo después, en 1866, salió de Cuba para regresar a Yucatán donde se involucró nuevamente en la reorganización de las huestes republicanas. El año siguiente, luego de varios combates, logró sitiar a la ciudad de Mérida a la que mantuvo en ese estado durante 56 días, hasta que el 15 de junio de 1867 tras un enfrentamiento en el Barrio de Santa Ana consiguió la rendición de los imperialistas, para ocupar triunfante la ciudad capital de Yucatán.
Inmediatamente y ya con el grado de general, asumió los cargos de comandante militar y gobernador del estado, restaurando el gobierno republicano.
Durante su gestión, Manuel Cepeda Peraza creó el Instituto Literario de Yucatán que fue antecedente de la Universidad de Yucatán. Fundó la Biblioteca Central del estado que en la actualidad lleva su nombre. Creó el Museo de Arqueología e Historia del estado de Yucatán y la Academia de Música, entre otras instituciones que hasta hoy perviven.
Murió en marzo de 1869 por enfermedad, sucediéndole poco tiempo después en el cargo de gobernador su hermano José Apolinar Cepeda Peraza. Sus cenizas reposaron en la capilla de San José, la cual se encontraba a un costado de la catedral de San Ildefonso en el actual pasaje de la revolución, la cual fue demolida durante el gobierno del general Salvador Alvarado en 1916 extraviándose los restos mortales de Cepeda Peraza, pudiéndose rescatar sólo la placa que marcaba su sepulcro.

## Reconocimientos
- Fue nombrado Benemérito del Estado de Yucatán por la II Legislatura del H. Congreso del Estado el 26 de abril de 1869.
- Se erigió en 1896 un monumento en su honor en el centro histórico de la Ciudad de Mérida, Yucatán. Está ubicado en el llamado Parque Hidalgo y en él, Manuel Cepeda Peraza aparece de cuerpo entero, en pie, con el uniforme militar de la época.
- Se le erigió también un monumento en la Avenida Reforma, principal arteria de la Ciudad de México.
- La biblioteca central de Yucatán, creada por él, lleva su nombre.